# Eliran Atar
Eliran Atar ou em hebraico אלירן עטר é um futebolista israelita que atualmente joga como atacante no Maccabi Haifa e na Seleção Israelita de Futebol.

## Carreira

### Bnei Yehuda
Atar começou sua carreira no sub-19 do Bnei Yehuda e em 2007, conseguiu a promoção para a equipa principal e jogou pelo time até 2010.

### Maccabi Tel Aviv
No dia 1 de julho de 2010 foi contratado pelo Maccabi Tel Aviv por uma taxa de 750 mil euros.

### Reims
Em 2013 foi contratado pelo Stade de Reims, sendo a transferência mais cara e primeira internacional da sua carreira, custando 1,5 milhões de euros.

### Maccabi Haifa
No dia 22 de janeiro de 2015, foi contratado pelo seu actual clube, o Maccabi Haifa, por transferência livre.

### Seleção Israelita
Desde de 14 de novembro de 2012 joga pela Seleção Israelita de Futebol, participando de 3 Jogos e não marcando nenhum golo.